# Cantone di Oisans-Romanche
Il Cantone di Oisans-Romanche è una divisione amministrativa dell'Arrondissement di Grenoble.
È stato costituito a seguito della riforma approvata con decreto del 18 febbraio 2014, che ha avuto attuazione dopo le elezioni dipartimentali del 2015.

## Composizione
Comprende i 31 comuni di:
- Allemond
- Auris
- Besse
- Le Bourg-d'Oisans
- Chamrousse
- Clavans-en-Haut-Oisans
- Le Freney-d'Oisans
- La Garde
- Huez
- Livet-et-Gavet
- Mizoën
- Montchaboud
- Mont-de-Lans
- La Morte
- Notre-Dame-de-Mésage
- Ornon
- Oulles
- Oz
- Saint-Barthélemy-de-Séchilienne
- Saint-Christophe-en-Oisans
- Saint-Martin-d'Uriage
- Saint-Pierre-de-Mésage
- Séchilienne
- Vaujany
- Vaulnaveys-le-Bas
- Vaulnaveys-le-Haut
- Vénosc
- Villard-Notre-Dame
- Villard-Reculas
- Villard-Reymond
- Vizille